# Pentium 4 EE

Logo del Pentium 4 EE

Il Pentium 4 Extreme Edition fu un tentativo da parte di Intel di immettere in commercio un nuovo processore tra l'ultimo Pentium 4 Northwood e il primo Prescott con socket 775. Questa mossa si rese necessaria per via degli innumerevoli ritardi accumulati dal successore di Northwood e dal veloce recupero da parte di AMD della prima posizione nel campo delle prestazioni grazie al suo Athlon XP.

## Caratteristiche tecniche
Nel settembre del 2003 fu annunciato all'Intel Developer Forum il Pentium 4 Extreme Edition (P4EE), poco più di una settimana prima del lancio dell'Athlon 64 e dell'Athlon 64 FX (con architettura AMD64). Il design rimaneva pressoché invariato rispetto a Northwood (per farlo funzionare sulle stesse schede madri), ma possedeva ulteriori 2 MB di cache L3. Condivideva quindi il core Gallatin con lo Xeon MP, adattato al Socket 478 (invece del Socket 603 dello Xeon MP). Era fornito di un bus a 800 MHz, ovvero il doppio rispetto a quello dello Xeon. Ne fu poi resa disponibile anche una versione LGA 775 per il socket utilizzato dai Prescott.
Il 15 novembre 2004 fu aumentata la velocità di bus da 800 MHz a 1066 MHz, con un piccolo miglioramento delle prestazioni, e di questi fu prodotto solo un chip a 3,46 GHz basato ancora su core Gallatin prima che l'Extreme Edition passasse al core Prescott. Il nuovo EE a 3,73 GHz aveva le stesse caratteristiche di un Prescott di serie 6x0, ma con un bus a 1066 MHz, ed eliminava quindi la costosa cache L3.

## Prestazioni
L'effetto della cache aggiunta non era affatto omogeneo. Nelle applicazioni da ufficio, l'Extreme Edition era generalmente un poco più lento del Northwood, a causa della maggiore latenza portata dalla cache L3. Invece alcuni giochi ne trassero giovamento, particolarmente quelli basati sul motore grafico Id Tech 3 e Unreal engine. Le prestazioni migliori venivano offerte nel multimedia encoding, in cui l'EE non solo era più veloce del Pentium 4, ma anche dell'Athlon 64.
Comunque l'EE a 3,73 GHz dimostrò quasi sempre di essere più lento della versione a 3,46 GHz a causa soprattutto dell'architettura del Prescott che, sviluppata per continuare la "corsa ai GHz", era in realtà ancora più inefficiente della precedente.

### Solo un "tappabuchi"?
Mentre Intel sosteneva che l'Extreme Edition era specificamente indirizzato al gioco, alcuni lo videro appunto come un "tappo" all'impatto del lancio dell'Athlon 64, ribattezzandolo "Emergency Edition". Curiosamente, molti criticarono Intel per il "cannibalismo" verso la linea Xeon, ma nessuna critica fu fatta ad AMD, che fece lo stesso con il proprio Athlon 64 FX (che differiva dall'Opteron meno di quanto facesse l'Extreme Edition dallo Xeon MP).

## Caratteristiche principali

### Gallatin
Il primo Pentium 4 Extreme Edition era basato sul core dello Xeon MP Gallatin. Era quindi un Pentium 4 Northwood con una cache L3 aggiuntiva di 2 MB. Nella sua ultima evoluzione anche il bus subì un miglioramento passando da 800 MHz a 1066 MHz.

### Prescott
A fine 2004 Intel passò ad utilizzare il core Prescott nella versione utilizzata per i Pentium 4 6xx. In pratica era appunto un Pentium 4 6xx con un bus a 1066 MHz, una soluzione che dette risultati molto deludenti, a fronte di un costo di acquisto decisamente elevato.

## Modelli
La tabella seguente mostra i modelli di Pentium 4 Extreme Edition arrivati sul mercato. Molti di questi condividono caratteristiche comuni pur essendo basati su core diversi; per questo motivo, allo scopo di rendere maggiormente evidente tali affinità e "alleggerire" la visualizzazione alcune colonne mostrano un valore comune a più righe. Di seguito anche una legenda dei termini (alcuni abbreviati) usati per l'intestazione delle colonne:
- Nome Commerciale: si intende il nome con cui è stato immesso in commercio quel particolare esemplare.
- Data: si intende la data di immissione sul mercato di quel particolare esemplare.
- Socket: lo zoccolo della scheda madre in cui viene inserito il processore. In questo caso il numero rappresenta oltre al nome anche il numero dei pin di contatto.
- Clock: la frequenza di funzionamento del processore.
- Molt.: sta per "Moltiplicatore" ovvero il fattore di moltiplicazione per il quale bisogna moltiplicare la frequenza di bus per ottenere la frequenza del processore.
- Pr.Prod.: sta per "Processo produttivo" e indica tipicamente la dimensione dei gate dei transistors (180 nm, 130 nm, 90 nm) e il numero di transistor integrati nel processore espresso in milioni.
- Voltag.: sta per "Voltaggio" e indica la tensione di alimentazione del processore.
- Watt: si intende il consumo massimo di quel particolare esemplare.
- Bus: frequenza del bus di sistema.
- Cache: dimensione delle cache di 1º e 2º livello.
- XD: sta per "XD-bit" e indica l'implementazione della tecnologia di sicurezza che evita l'esecuzione di codice malevolo sul computer.
- 64: sta per "EM64T" e indica l'implementazione della tecnologia a 64 bit di Intel.
- HT: sta per "Hyper-Threading" e indica l'implementazione della esclusiva tecnologia Intel che consente al sistema operativo (OS) di vedere 2 core logici.
- ST: sta per "SpeedStep Technology" ovvero la tecnologia di risparmio energetico sviluppata da Intel e inserita negli ultimi Pentium 4 Prescott serie 6xx per contenere il consumo massimo.
- VT: sta per "Vanderpool Technology", la tecnologia di virtualizzazione che rende possibile l'esecuzione simultanea di più sistemi operativi differenti contemporaneamente.
- Core: si intende il nome in codice del progetto alla base di quel particolare esemplare.

| Nome Commerciale      | Data             | Socket | Clock    | Molt. | Pr.Prod.        | Voltag. | Watt  | Bus      | Cache                  | XD | 64 | HT | ST | VT | Core     |
| --------------------- | ---------------- | ------ | -------- | ----- | --------------- | ------- | ----- | -------- | ---------------------- | -- | -- | -- | -- | -- | -------- |
| Pentium 4 3,2 GHz EE  | 3 novembre 2003  | 478    | 3,2 GHz  | 16x   | 130 nm 178 mil. | 1,55 V  | 92 W  | 800 MHz  | L1=8KB L2=512KB L3=2MB | No | No | Sì | No | No | Gallatin |
| Pentium 4 3,4 GHz EE  | 2 febbraio 2004  | 478    | 3,4 GHz  | 17x   | 130 nm 178 mil. | 1,6 V   | 103 W | 800 MHz  | L1=8KB L2=512KB L3=2MB | No | No | Sì | No | No | Gallatin |
| Pentium 4 3,4 GHz EE  | 21 giugno 2004   | 775    | 3,4 GHz  | 17x   | 130 nm 178 mil. | 1,6 V   | 110 W | 800 MHz  | L1=8KB L2=512KB L3=2MB | No | No | Sì | No | No | Gallatin |
| Pentium 4 3,46 GHz EE | 15 novembre 2004 | 775    | 3,46 GHz | 13x   | 130 nm 178 mil. | 1,6 V   | 111 W | 1066 MHz | L1=8KB L2=512KB L3=2MB | No | No | Sì | No | No | Gallatin |
| Pentium 4 3,73 GHz EE | 21 febbraio 2005 | 775    | 3,73 GHz | 14x   | 90 nm 168 mil.  | 1,4 V   | 115 W | 1066 MHz | L1=16KB L2=2MB L3=0KB  | Sì | Sì | Sì | Sì | No | Prescott |

Nota: la tabella soprastante è un estratto di quella completa contenuta nella pagina del Pentium 4 e comprende a sua volta estratti dalle pagine di Gallatin e Prescott.

## Il successore
Al momento non sono previste ulteriori versioni di Pentium 4 Extreme Edition, anche se non è ancora sicuro se il successore del core Prescott per i Pentium 4, l'imminente Cedar Mill, "genererà" una nuova evoluzione Extreme Edition. Al momento il parente più prossimo è possibile individuarlo nel Pentium Extreme Edition, una versione Extreme Edition derivata non dal Pentium 4 ma dal processore dual core Pentium D. Attualmente è basato sul core Smithfield e dal 2006 sul core Presler. Se i primi Pentium 4 Extreme Edition basati su core Gallatin differivano dai corrispondenti Pentium 4 "lisci" per l'aggiunta della cache L3, e i successivi basati su core Prescott, solo per la frequenza di BUS, il nuovo Pentium Extreme Edition differisce dai semplici Pentium D solo per l'implementazione della tecnologia Hyper-Threading che è disabilitata nei Pentium D "lisci". Il sistema operativo è in grado quindi di sfruttare ben 4 core, 2 logici e 2 fisici.